# Luis Álvarez Catalá

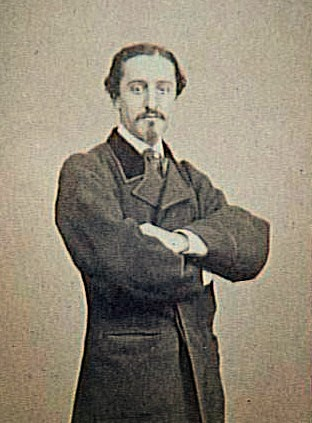
Luis Álvarez Catalá

Luis Álvarez Catalá (* 22. Januar 1836 in Monasterio del Helmo; † 4. Oktober 1901 in Madrid) war ein spanischer Maler.
Luis Álvarez Catalá wurde am 22. Januar 1836 in Monasterio del Helmo geboren. Zusammen mit Vicente Palmaroli und Eduardo Rosales ging er 1857 nach Rom, um zu studieren. Ab 1898 war er Direktor des Museo del Prado in Madrid. Am 4. Oktober 1901 starb er in Madrid.

## Werke (Auswahl)
Álvarez Catalás Werke sind der Historien- und Genremalerei zuzuordnen und kennzeichnen sich durch einen koloristisch reizvollen Stil, der von dem des Marià Fortuny geprägt wurde. 

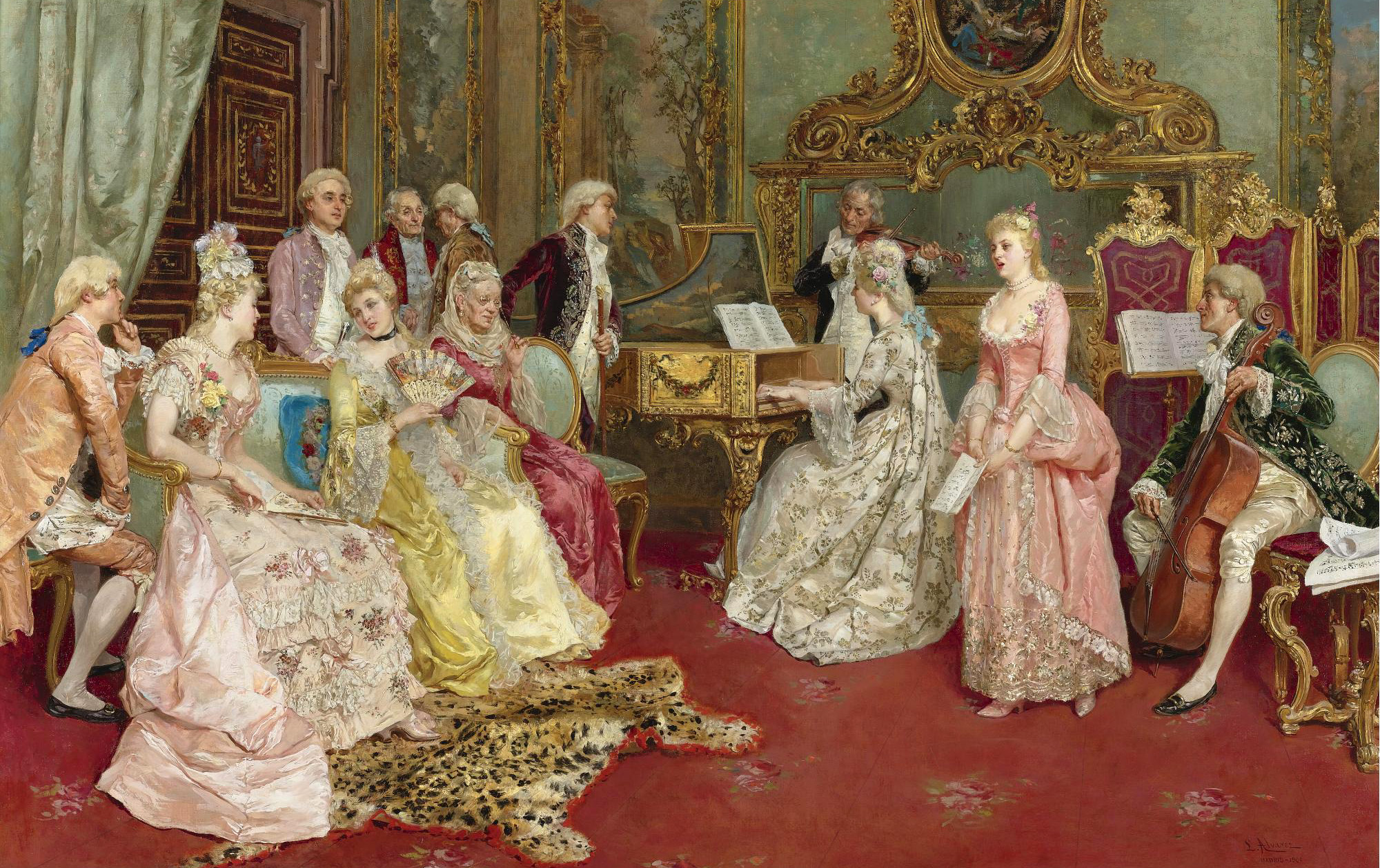
Ein musikalisches Rezital (1901)
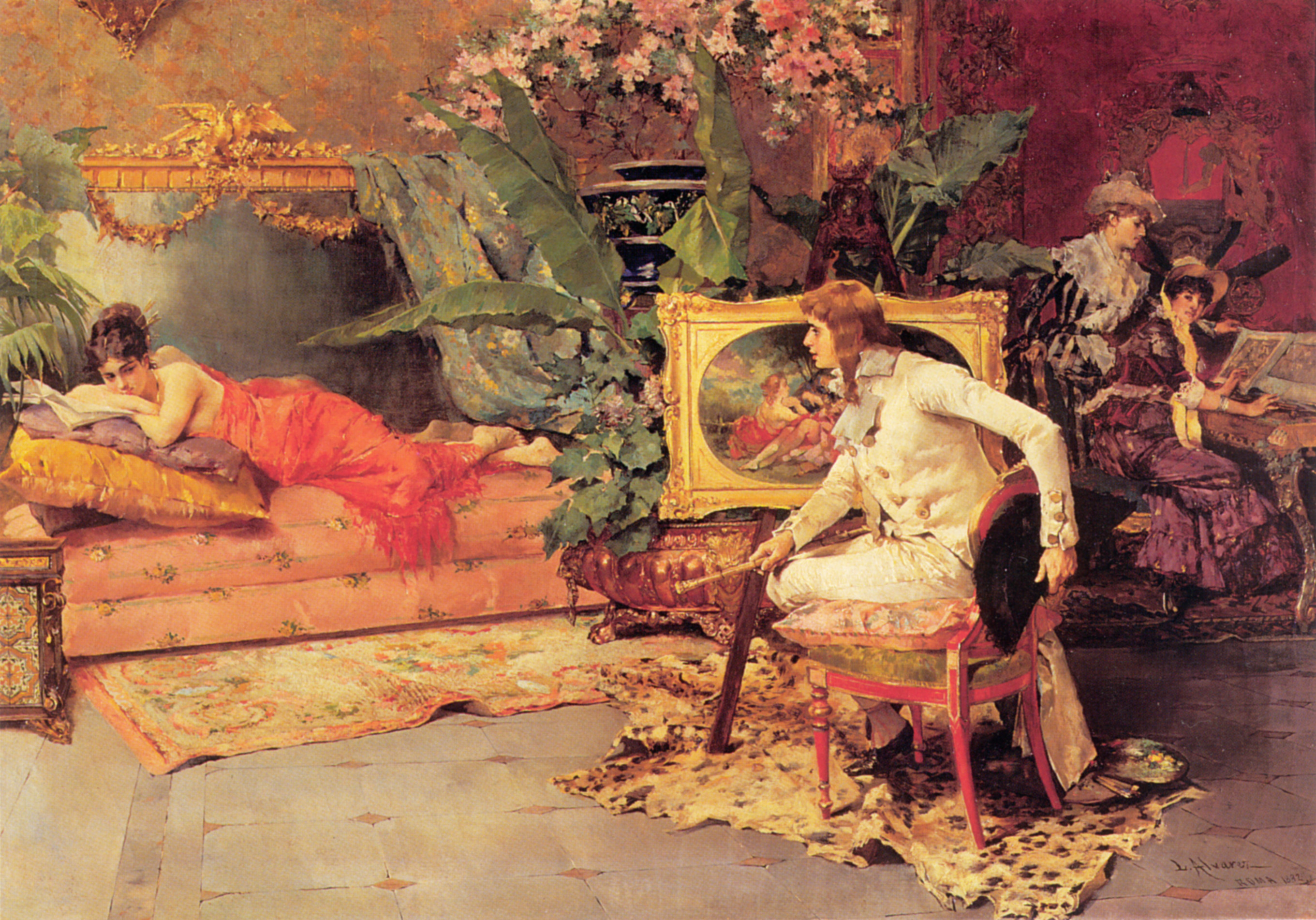
Das Model des Künstlers (1882)
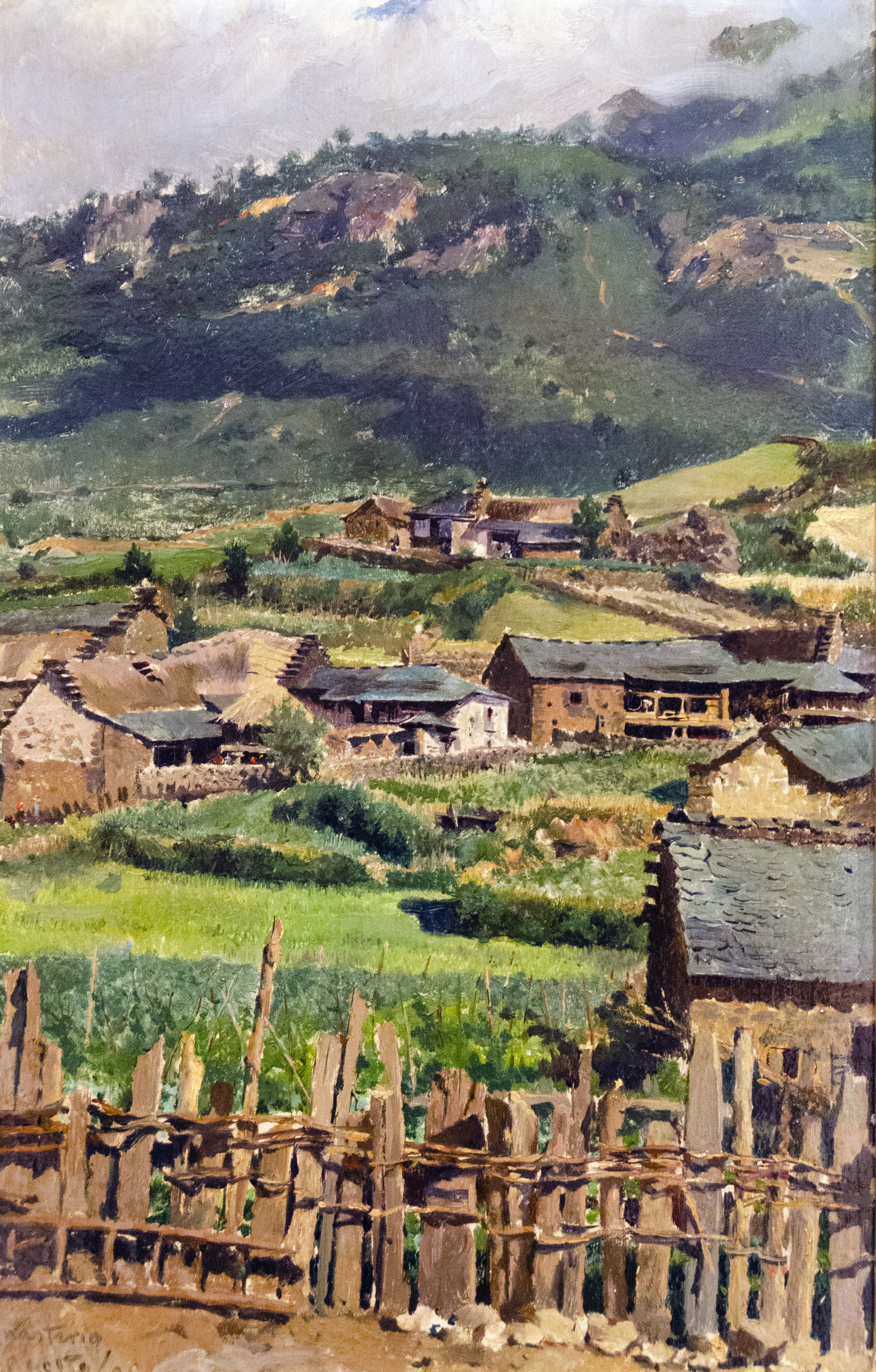
Monasterio de Helmo (1886)
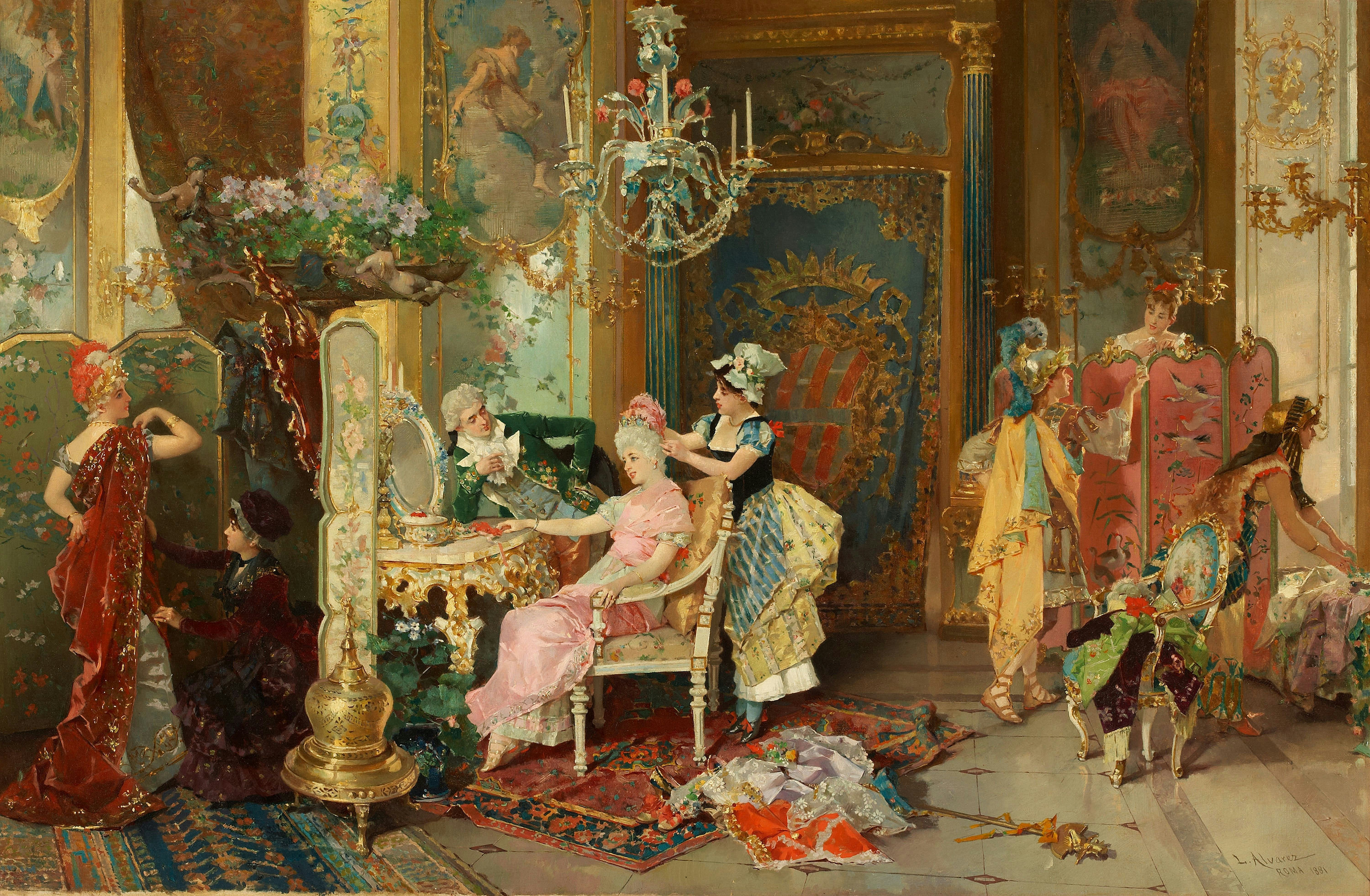
Der Kostümball
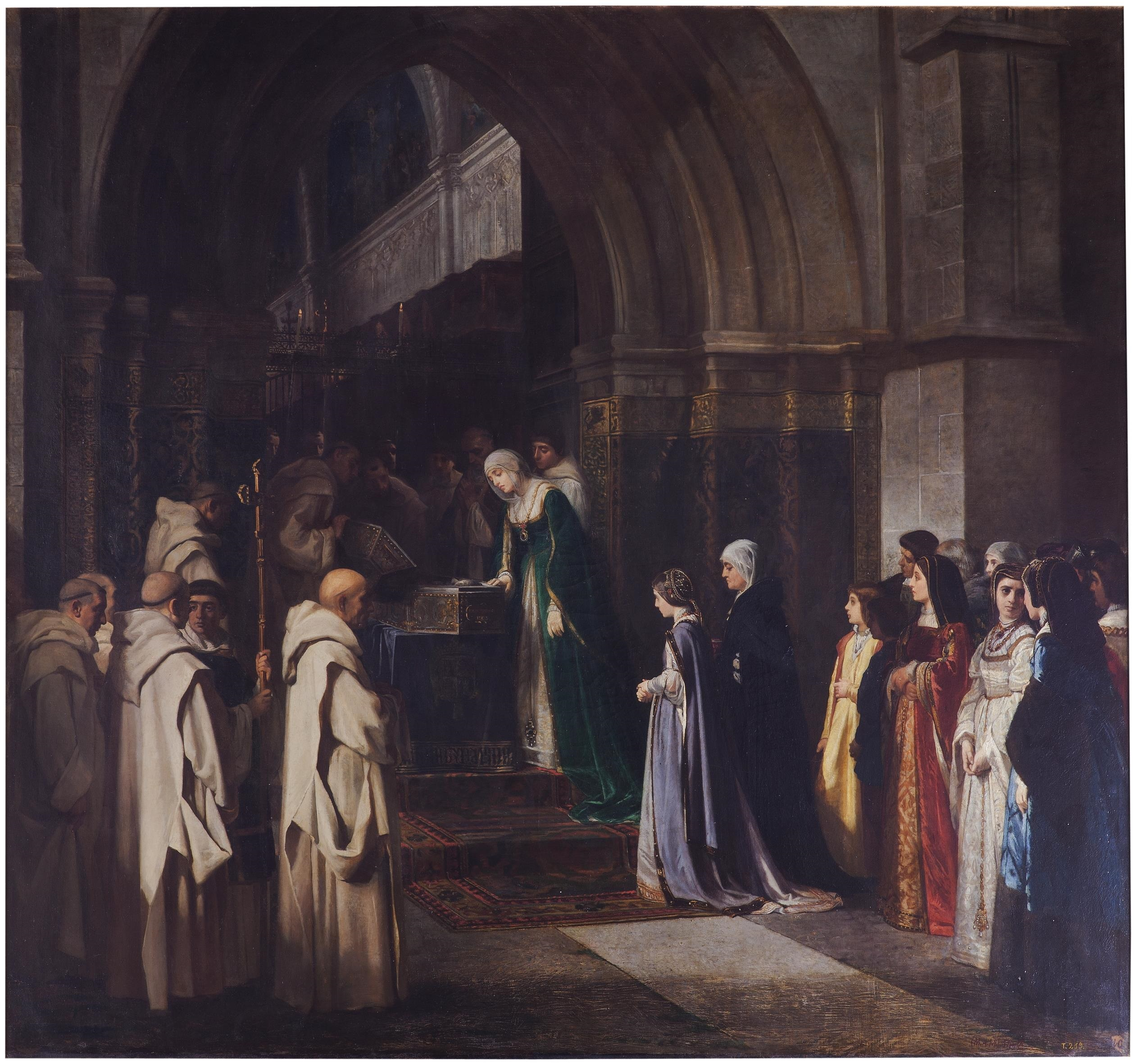
Königin Isabel in der Certosa zu Burgos (1866)

Seine Werke sind unter anderem im Prado in Madrid und in Berlin ausgestellt.